# Sericipterus
Sericipterus é um gênero de pterossauro do Jurássico Superior da formação Shishugou, Xinjiang, China. Há uma única espécie descrita para o gênero Sericipterus wucaiwanensis.